# Atlas-Zwergotter
Die Atlas-Zwergotter (Vipera monticola) ist eine Art der Echten Ottern (Vipera) innerhalb der Vipern (Viperidae). Ihre Verbreitung ist auf den Hohen Atlas in Marokko beschränkt. Sie wurde erst 1986 als eigenständige Art erkannt und war vorher als Unterart der Stülpnasenotter (V. latasti) gelistet.

## Merkmale
Die Atlas-Zwergotter ist eine sehr kleine Art der Gattung und erreicht eine Länge von maximal etwa 35 cm. Sie ist damit der kleinste Vertreter der Gattung Vipera. Die Grundfarbe ist gelb, gelbgrau bis braungrau mit einer Rückenzeichnung aus einem Zickzackband, welches durch querstehende und alternierende Flecke entsteht und manchmal auch teilweise aufgelöst ist. Die Körperseiten besitzen dunkle, teilweise verwaschene Flecken. Die Bauchseite ist heller grau und dunkel gesprenkelt.
Der Kopf ist dreieckig und deutlich vom Rest des Körpers abgesetzt. Die Augen besitzen vertikale Pupillen. Die Nase ist mit dem lang ausgezogenen Schnauzenschild nach oben verlängert, allerdings weniger ausgeprägt als bei der Stülpnasenotter. Auf der Kopfoberseite sind das Frontale und die Parietalia immer ungeteilt, die übrigen Schilde sind mehr oder weniger ausgeprägt in kleine Einzelschuppen aufgelöst. Der Überaugenschild bildet zum Hinterkopf eine scharfe Kante, während die Schnauzenregion abgerundet ist. Unterhalb der Augen befinden sich zwei Reihen von Unteraugenschilden (Subocularia). Die Körperschuppen sind gekielt. Um die Körpermitte liegen meistens 19 Schuppenreihen. Die Unterschwanzschilde (Subcaudalia) sind wie bei allen Arten der Gattung geteilt.

## Verbreitung und Lebensraum

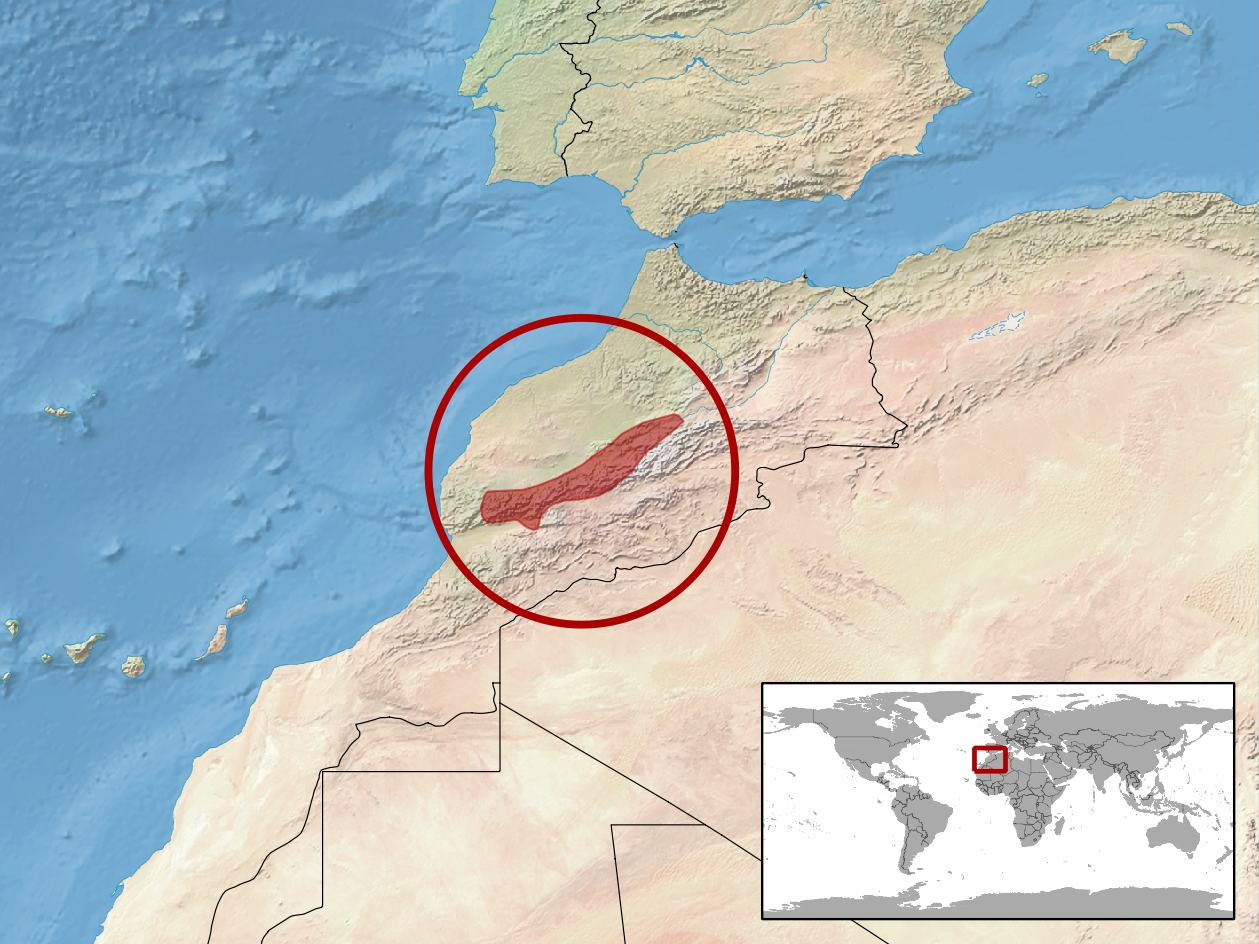
Verbreitungsgebiet

Die Atlas-Zwergotter ist nur im Hohen Atlas in Marokko zu finden. Als Lebensraum besiedeln die Tiere steinige und buschfreie Hochtäler in Höhenlagen zwischen 2.000 und 4.000 Metern.

## Lebensweise
Über die Lebensweise der Atlas-Zwergotter liegen nur wenige Daten vor, darin ähnelt sie wahrscheinlich der Stülpnasenotter. Sie ist wahrscheinlich überwiegend dämmerungs- und nachtaktiv. Sie ernährt sich von Kleinsäugern wie Mäusen sowie von Eidechsen und Heuschrecken, die sie durch einen Giftbiss tötet.
Die Schlange ist wahrscheinlich lebendgebärend (ovivivipar) mit einer kleinen Nachkommensanzahl.

## Schlangengift
Das Gift von der Atlas-Zwergotter ist wie das aller Vipera-Arten hämotoxisch, eine ärztliche Behandlung mit einem adäquaten Antivenin ist notwendig.